# Белаур
Белаур или Бела Урош (умро 1336) је био видински деспот из породице Шишман.

## Биографија
Белаур је био син Шишмана Видинског и ћерке Ане-Теодоре, односно унуке бугарског цара Јована Асена. Његов брат био је бугарски цар Михаило Шишман (1323-1330). Његово име представља сложеницу имена Бела и мађарске титуле "ур". Након погибије брата у бици код Велбужда 1330. године, Белаур је допринео доласку на власт Јована Стефана, сина Шишманове прве жене Ане Неде (ћерке српског краља Стефана Милутина). Постао је први саветник новог бугарског цара. Одбио је да прихвати свргавање Јована Стефана 1331. године. Супротставио се доласку на власт свога сестрића, Јована Александра (1331-1371), сина Белаурове сестре Кераце Петрисе. Ана Неда је побегла у Ниш који се налазио у саставу државе Стефана Дечанског. Белаур је 1332. године овладао Видином независно од власти бугарског цара. Јован Александар је затражио помоћ од Монгола. Рат између Јована Александра и Белаура трајао је скоро пет година. Јован Александар је, након пораза Византинаца у бици код Русокастра, са 10.000 војника 1336. године нанео пораз Белауру на реци Вит, недалеко од села Дерманци (данашња северна Бугарска). Белаур је погинуо у бици.